# Loulja
Loulja  (in arabo لولجة‎?) è un centro abitato e comune rurale del Marocco situato nella provincia di Taounate, regione di Fès-Meknès. Conta una popolazione di 15 956 abitanti (censimento 2014).